# Ermite d'Idalie
Phaethornis idaliae
Espèce
Statut de conservation UICN

 LC  : Préoccupation mineure
Statut CITES
L'Ermite d'Idalie (Phaethornis idaliae) est une espèce d'oiseaux de la famille des Trochilidae.

## Distribution
L'ermite d'Idalie est endémique du Brésil.

Carte de répartition de l'espèce

## Habitat
Ce colibri habite les îlots forestiers des forêts primaires et secondaires dans le cerrado côtier.